# Siegfried Purner
Siegfried Purner (ur. 16 lutego 1915 w Innsbrucku, zm. 3 lutego 1944 w Kozakach) – austriacki piłkarz ręczny, medalista olimpijski.
Uczestnik letnich igrzysk olimpijskich. Na igrzyskach w Berlinie (1936) zagrał w dwóch spotkaniach. Były to dwa wygrane pojedynki przeciwko reprezentacjom Rumunii (18-3) i Węgier (11-7). Purner nie zdobył żadnych bramek. Ostatecznie reprezentacja Austrii zdobyła srebrny medal, przegrywając z ekipą gospodarzy.
Purner zginął na froncie podczas II wojny światowej (w miejscowości Kozaki niedaleko Witebska, położonego obecnie na Białorusi).